# Vibeke Kruse
Vibeke Kruse (født ca. 1609, død 27. april 1648) var kammerpige for Christian 4.'s hustru til venstre hånd, Kirsten Munk, og senere kongens elskerinde.
Efter at Kirsten Munk blev forstødt på grund af utroskab, overtog Vibeke Kruse rollen, formentlig stærkt hjulpet af Kirstens mor, Ellen Marsvin. Vibeke var praktisk taget altid i kongens selskab, selvom hun altid holdt sig beskedent i baggrunden; hun kendte sin plads, præsiderede aldrig ved kongens bord og kørte kun med fire heste for sin vogn, selvom kongens svigersønner altid havde de seks, de havde ret til efter deres rang. Hun var den, kongen tilbragte de fleste år sammen med. (1629 - 1648).
Vibeke Kruse fik to børn med Christian 4.:
- Ulrich Christian Gyldenløve
- Elisabeth Sofie Gyldenløve